# Amine Bouanani
Amine Bouanani (arabisch أمين بوعناني; * 17. Oktober 1997) ist ein algerischer Leichtathlet, der sich auf den 110-Meter-Hürdenlauf spezialisiert hat. 2019 siegte er über diese Distanz bei den Afrikaspielen und wurde 2022 Afrikameister.

## Sportliche Laufbahn
Erste internationale Erfahrungen sammelte Amine Bouanani 2013 bei den Arabischen Jugendmeisterschaften in Kairo, bei denen er in 14,27 s die Silbermedaille gewann. Anschließend nahm er an den Jugendweltmeisterschaften in Donezk teil, schied dort aber mit 14,39 s in der ersten Runde aus. Im Jahr darauf erreichte er bei den Olympischen Jugendspielen in Nanjing das C-Finale und belegte dort in 14,19 s den vierten Platz. 2015 gewann er bei den Juniorenafrikameisterschaften in Addis Abeba in 14,24 s die Silbermedaille und 2016 siegte er bei den Arabischen Juniorenmeisterschaften in Tlemcen in 13,96 s und gewann im 200-Meter-Lauf in 21,60 s die Silbermedaille. Anschließend erreichte er bei den U20-Weltmeisterschaften in Bydgoszcz das Halbfinale im Hürdensprint und schied dort mit 13,78 s aus. 2018 gewann er bei den U23-Mittelmeermeisterschaften in Jesolo in 14,01 s die Silbermedaille und sicherte sich mit der algerischen 4-mal-100-Meter-Staffel in 41,19 s die Bronzemedaille. Im Jahr darauf gewann er bei den Arabischen Meisterschaften in Kairo in 14,15 s die Bronzemedaille hinter dem Kuwaiter Yaqoub Mohamed al-Youha und Ahmed al-Muwallad aus Saudi-Arabien. Anschließend siegte er bei den Afrikaspielen in Rabat in 13,60 s und erreichte bei den Militärweltspielen in Wuhan in 13,78 s Rang vier. 2021 gewann er bei den Arabischen Meisterschaften in Radès in 13,83 s die Silbermedaille hinter dem Kuwaiter Yaqoub Mohamed al-Youha und im Jahr darauf siegte er bei den Afrikameisterschaften in Port Louis in windunterstützten 13,26 s. Zudem verbesserte er im selben Jahr den algerischen Landesrekord auf 13,45 s. Kurz darauf gewann er bei den Mittelmeerspielen in Oran mit neuem Landesrekord von 13,38 s die Silbermedaille hinter dem Zyprer Milan Traikovits. Daraufhin schied er bei  den Weltmeisterschaften in Eugene mit neuem Landesrekord von 13,37 s im Halbfinale aus und siegte dann in irregulären 13,21 s bei den Islamic Solidarity Games in Konya. 2023 siegte er in 13,58 s bei den Panarabischen Spielen in Algier und schied anschließend bei den Weltmeisterschaften in Budapest mit 13,90 s in der ersten Runde aus. Im Jahr darauf schied er bei den Hallenweltmeisterschaften in Glasgow mit 7,81 s in der Vorrunde über 60 m Hürden aus und kurz darauf gewann er bei den Afrikaspielen in Accra in 13,69 s die Silbermedaille über 110 m Hürden hinter dem Senegalesen Louis François Mendy. Im Juni musste er sich bei den Afrikameisterschaften in Douala in 13,59 s erneut dem Senegalesen Mendy geschlagen geben. Anschließend schied er bei den Olympischen Sommerspielen in Paris mit 13,54 s in der Hoffnungsrunde aus.
2025 gewann er bei den Arabischen Meisterschaften in Oran in 14,02 s die Bronzemedaille über 110 m Hürden hinter dem Ägypter Yousuf Badawy Sayed und Oumar Doudai Abakar aus Katar.
In den Jahren 2017 und von 2022 bis 2024 wurde Bouanani algerischer Meister im 110-Meter-Hürdenlauf.

## Persönliche Bestleistungen
- 200 Meter: 21,25 s (0,0 m/s), 29. Juli 2017 in Algier
- 110 m Hürden: 13,37 s (−0,6 m/s), 17. Juli 2022 in Eugene (algerischer Rekord)
  - 60 m Hürden: 7,75 s, 10. Februar 2023 in Berlin